# Лучег
Лучег (удм. Луӵег) — деревня в Увинском районе Удмуртии, входит в Красносельское сельское поселение. Находится в 37 км к юго-востоку от посёлка Ува и в 38 км к западу от Ижевска.

## Физико-географическая характеристика
Находится в 1 км к северо-востоку от села Красное. Близлежащий населенный пункт Бинвирь, - в 1 км к северо-востоку. Размещается на склоне правого берега речки Сюрсовайка, а также в 1 км от ее впадения в Сия.